# Федерация Даманхур

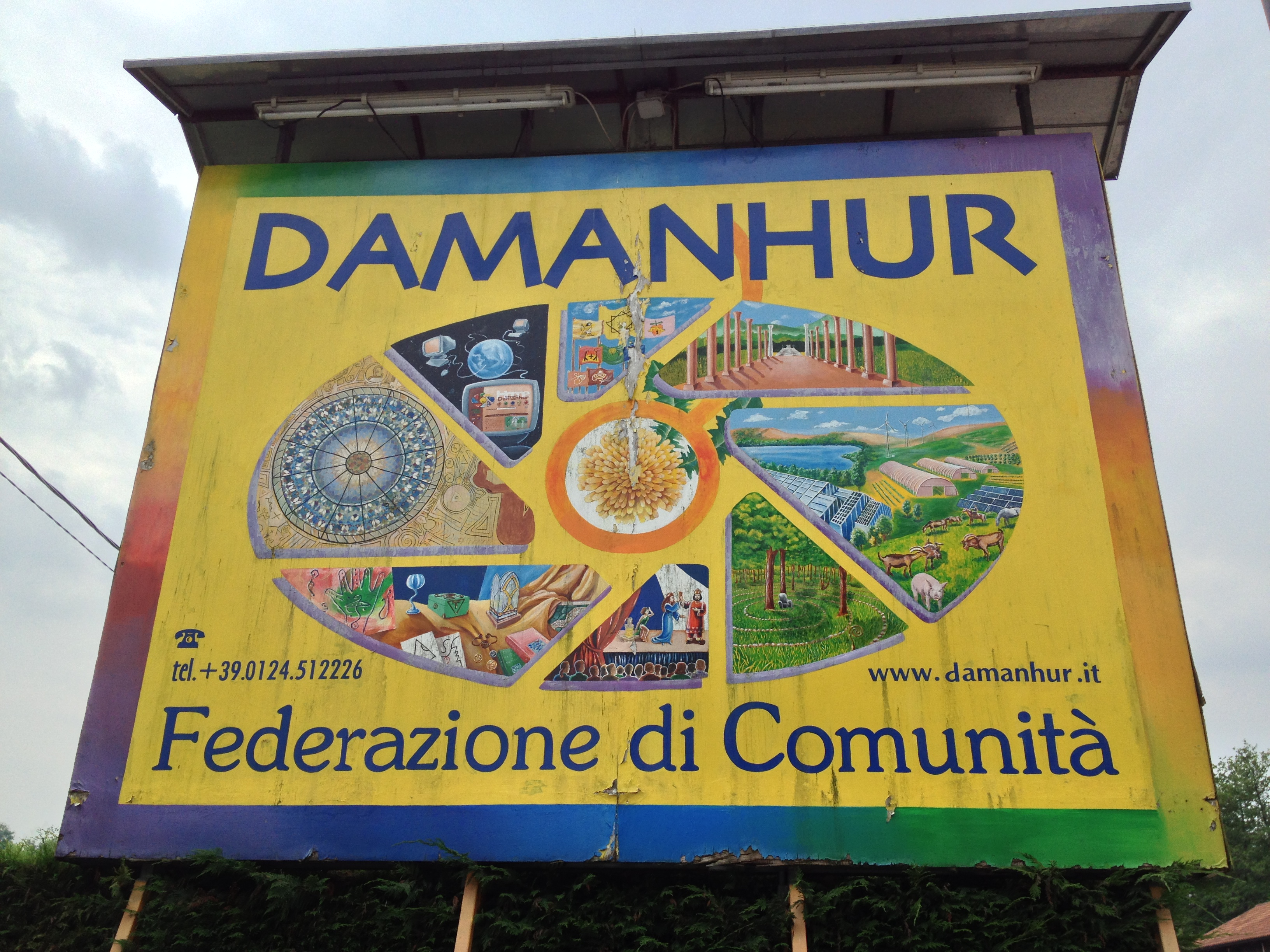

Федерация Даманхур (итал. Federazione di Damanhur) — религиозная община на территории коммуны Видракко в метропольном городе Турин в регионе Пьемонт, Италия. Известна своим подземным Храмом Человечества. Названа в честь города Даманхур в Египте, где есть храм бога Гора. Число членов общины составляет около 1000 человек.

## История
В 1978 году группа последователей философа, целителя, писателя и художника Оберто Айрауди, известного как Фалько, поселилась в палатках на горном склоне на территории коммуны Видракко и стала строить подземный храм. Стройка продолжалась четырнадцать лет, и лишь в 1992 году на неё впервые обратили внимание власти. После долгих судебных разбирательств они признали историческую ценность храма и узаконили его самоуправную постройку.
Подземный храм состоит из девяти комнат, разделённых на 5 уровней, некоторые с потолками до 8 метров. Комнаты соединены сотнями метров роскошно украшенных туннелей, в совокупности занимающих 8500 м³. Стены и коридоры храмов полностью покрыты фресками и скульптурами.
Члены общины стали скупать дома и земельные участки в окрестных деревнях, где поселились «семьи» — полигамные группы по 15—20 человек. Члены общины трудятся в поле, на виноградниках, в художественных и ремесленных мастерских, в хлебопекарнях. Они в состоянии обеспечить себя всем необходимым для жизни и даже продают излишки продуктов. У общины есть своя валюта под названием «кредито», курс которой привязан к евро, газета, начальная и средняя школы для детей, «университет» (с факультетами алхимии, медицины, путешествий во времени и связи с космосом) и «научный центр». В 2005 году Федерация Даманхур была отмечена ООН как образец устойчивого развития общества.
Подземный храм стал привлекать многочисленных туристов, что понравилось местным жителям, так как у них появилась работа. Член общины был избран мэром Видракко. Даманхурцы в 1995 году даже основали общеитальянскую политическую партию Con te per il paese («С тобой для страны»), которая выступает за переход на «зелёную энергию», развитие туризма и поддержку умирающих деревень.